# 清水咲子
清水咲子（日语：／ Shimizu Sakiko，1992年4月20日—），栃木县大田原市出身，是一名日本女子游泳运动员，主攻混合泳，曾就读于日本体育大学。她在四岁时受哥哥的影响而开始练习游泳。中学二年级时离开当地的学校，开始进入游泳学校接受更深入的训练。她原先主攻蛙泳，后来为了练习其他的泳姿而转攻混合泳。